# La familia del Valle a los pies de la Virgen de Loreto
La familia del Valle a los pies de la Virgen de Loreto es una obra del pintor novohispano Josep Antonio de Ayala, que forma parte del acervo de Museo Soumaya en la Ciudad de México.

## Obra
Josep Antonio de Ayala realizó este retrato de la familia Del Valle, encargo de los personajes que la obra refiere. Se trata de una representación devocional, las cuales eran comunes en aquella época de la Nueva España. Esta obra fue encomendada por los hijos, puesto que los padres ya habían fallecido. Asimismo, como lo señala la leyenda inscrita al pie de la obra, la pintura adornaba una capilla particular.
Los personajes de la obra son los siguientes: don Felipe, el padre de familia y dueño de la hacienda ganadera Nuestra Señora de Loreto (Apan, Hidalgo), el cual está ubicado a la derecha del cuadro. El hijo, Pedro Alcántara; José Germán; la madre, María Ana de Vergara en la esquina opuesta con sus hijas; Ana Francisca Margarita, Josefa Francisca Eduarda y Francisca Catarina, quienes llevaron una vida religiosa en el Convento de la Concepción de la Ciudad de México.
Al centro, y como eje de la obra, se encuentra la Virgen de Loreto, con ángeles que levantan su casa. Representaciones de Jesucristo, Dios Padre y los santos José y Francisco de Asís, acompañan a la virgen.